# Torrent de Cal Fantasia

El Torrent de Cal Fantasia, respecte del terme de Castellcir

El torrent de Cal Fantasia és un torrent del terme municipal de Castellcir, de la comarca del Moianès.
Es forma en el paratge del Fornot de Cal Fantasia, a ponent de la masia de Cal Fantasia, en el sector meridional del terme. Discorre de ponent a llevant, però fent diverses giragonses, passa a migdia de Cal Fantasia, i s'aboca en el torrent de Cerverisses al sud-est de Cal Fantasia i a ponent dels Camps del Vilardell.